# Безьва
Безьва — деревня в Гдовском районе Псковской области России. Входит в состав Первомайской волости Гдовского района.
Расположена на реке Еглина, на юго-востоке района, в 69 км к юго-востоку от Гдова и в 21 км к востоку от села Ямм.

## Население
Численность населения деревни на 2000 год 61 человек.